# ウィークエンド・シャッフル (小説)
『ウィークエンド・シャッフル』は、1974年に講談社から発刊された筒井康隆の短編小説。またそれを表題作とした短編集。
1982年に秋吉久美子主演・中村幻児監督によって映画化もされた。

## 映画
1982年10月23日にジョイパックフィルム・東宝の配給で、公開 。
日活の下請けプロダクション・プリマ企画などで83本のピンク映画を撮った中村幻児の一般映画進出第一作。異色のキャスティングで、秋吉久美子を始め、美人女優が景気よく脱ぐのもこの時代ならではで、主題歌・ジューシィ・フルーツ「夢見るシェルター人形」も、セルジュ・ゲンスブールの作曲という珍しいもの。 

### スタッフ
- 監督：中村幻児
- 脚本：中村幻児・吉本昌弘
- 原作：筒井康隆
- 製作：渡辺正憲
- 撮影：鈴木史郎
- 音楽：山下洋輔

### キャスト
- 秋吉久美子
- 泉谷しげる
- 池波志乃
- 美保純
- 渡辺えり子
- 秋川リサ
- 伊武雅刀
- 新井康弘
- 村上不二夫
- 尾口康生
- 永井英里
- 野上正義
- 芦川誠
- 春風亭小朝
- 風間舞子

### 製作
最初は1981年にATGとの提携製作として進行していた。中村幻児監督が筒井に映画化許諾を願い出たら、筒井から「あの小説はピンク映画にしたくないんですけど」と言われ、筒井が自分のことを知っていたことに感激し、重ねて「ATGでやります」と伝えたら、OKしてくれたという。しかしATG内で、筒井作品の特性を理解しない企画委員がいたり、キャスティングに難癖が付けられ、決定稿、或いはクランクイン寸前の段階で意見の調整がつかず、ATGでの製作は流れ、中村の会社・幻児プロと渡辺正憲プロデューサー（ワタナベプロ代表）率いるランダムハウスとの自主製作として見切り発車した。中村は「最初はATGに持ち込んだんだけど流れてしまって、結局、ジョイパックフィルムに持って行ったんだけど、最初は断られた。それならもう自分たちで作ろうと、現場費だけで制作に入ってしまった。ただ、その時たまたま東宝の洋画系（東宝東和）で、急遽劇場に空きが出たらしく、ジョイパックフィルムの制作部長が、試写に東宝洋画系の連中を連れて来て、その日のうちに東宝から上映OKという話になった」と述べている。
1980年代の日本映画界の特徴として企業内外の若手監督が台頭したことが挙げられるが、中村は『ガキ帝国』の井筒和幸、『TATTOO＜刺青＞あり』の高橋伴明、『オン・ザ・ロード』の和泉聖治、若手ではないが『水のないプール』の若松孝二らと共に、ピンク映画出身者として邦画ニューウェーブの一角に橋頭堡を築いた。

#### 脚本・キャスティング
中村との共同脚本は、後に多くのテレビドラマ脚本を手掛ける吉本昌弘で、当時は全く無名だった。渡辺えりの映画デビュー作。同級生3人を演じる渡辺、秋吉久美子、池波志乃は実際に同学年だった。ヒロインの秋吉は、こういう役を面白がってくれる女優は誰かと、中村とプロデューサーの意見が一致しての抜擢。秋吉は頭がおかしくなっていく奥さんの役を演じるにあたり、毎日撮影後に飲みに行って、睡眠を取らずに現場に来て、病人のような状態で撮影に臨んだ。伊武雅刀、渡辺えりの映画デビュー作であるが、渡辺は中村が「劇団3○○」の芝居をよく観に行っていたからの抜擢。セールスマンを装った泥棒を演じる泉谷しげるの役は、ATG作品として製作を進めていた際は松田優作がキャスティングされていた。中村は松田は筒井さんの世界とは違うんじゃないかな、と思っていたら自主製作になった時点で、泉谷に変更になった。松田は映画を観て「俺がやりたかった!」と言ったといい、所属するセントラル・アーツの黒澤満プロデューサーから「優作が会いたがっている」と中村に連絡があり、これが縁で松田は長く固辞していた初CMとして、マンダム「GATSBY」の演出を中村に任せ、以後4年間中村が演出を務めたという。

#### 撮影
当時の日本映画は長回しを多用する監督が多く、その考察が盛んにもてはやされたが、本作はその反対のカッティングを多用した映画となっている。役者が全員現場で色々なアイデアを出し合い、中村がそれらを採用し、最後の頃はみんな台本を以て来なくなり、現場のアドリブで撮影した。このため『月刊シナリオ』1982年12月号の53～83頁に掲載されたシナリオは、現場で収録した台本で、シナリオの決定稿から3分の1は変わっているという。映画は全員一軒の家にいる設定で、役者はみんな現場にいるように見えるが、スケジュールはバラバラで、その日その場にいる人だけで撮影しているため、チーフ助監督がパニックを起こした。「ハードな現場を乗り越えられたのは、やはりピンク映画現場で鍛えられたからだと思う」と中村は話している。中村は2020年の初DVD化にあたり、「今思えば、後悔も色々あるけど、人様にお見せできるのは作った本人には嬉しいことです。まだ作品が生きているってことですから。ここまで来ると出来の良しあしは超越しているから(笑)」と述べている。
秋吉久美子はこの1982年に5本の映画に出演。本作と『誘拐報道』の2本で同じ子供を誘拐される母親役を演じた。それまでは映画をマジメにやってきたつもりだったが、喜劇は本作が初めてで、主要キャストで映画出身者は自分一人ということもあり、不条理な世界に全く慣れず、敢えて回りの人と噛み合わない芝居をしたつもりが、泉谷しげるからは『演技上の愛嬌が足りなさすぎ』などと言われたり、本当に噛み合わなくて相当落ち込んだという。しかし『ロードショー』は「『誘拐報道』と2人の母親役を見事に演じ分けて、結婚–出産あたりのややスランプ気味から復活した。『ウィークエンド・シャッフル』の演技は特に出色。気が違いながらも一点、正気なところがあるという難役をキチンとこなした」と評価している。

#### 撮影記録
一軒家の外観は小田急沿線の住宅地。室内の撮影は千葉県市川市の洋館を借りて行われた。3人家族で、家主は長期の海外出張で留守、若い妻と小学生女子が暮らしていたが、狂った映画屋が家を占拠した。とんでもない場面しか撮影しないため、近所から怒鳴り込まれた。この家で飼っていた愛犬は邪魔になると他所に預けていたが、寂しさから撮影中に死んだという。この一家にとっては「リアル・ウィークエンド・シャッフル」だった。
1982年6月末クランクアップ。

### 作品の評価
- 2020年初DVD化を記念した『映画秘宝』2020年11月号のインタビューで、筒井康隆は、「映画化の打診があった時は、実現すると思いましたか?」「成立後に企画段階、脚本段階で何か助言されたことはありましたか?」の質問に対して、「それは映画の企画がたいてい企画倒れになることを意味しているのでしょうか? それなら小生、毎回のようにOKし続けていても滅多に実現しなかったので、この企画もそうなのかなと思いながらOKした筈です。助言は何もしていません」と答えた[13]。また「キャストも嬉々と狂人ぶりを見せてくれていますが、筒井先生ご自身が作り上げたキャラクターにぴったりだと思われた俳優、或いは想像と異なるものの面白かった俳優はおりますか?」の質問に対しては、「これは、おりません。出来た作品が小生の小説とは異なるものであり、出来た映画にぴったりの俳優がいるかどうかであれば、それは全員でしょう」と、「筒井先生の小説は、数々の映画化、ドラマ化がなされています。原作者から見て納得出来た作品、面白く映像化されていたと思われる作品を教えていただけますか?」の質問に対しては、「ヘミングウェイも言っています。『映画化された自分の作品を本心から気に入っている作家など、恐らくひとりもいないだろう』と」と答えた[13]。

- 松田政男は「筒井SF以上に筒井SF」的な超虚構の仕掛けの数を評価している[6]。

- モルモット吉田は「戦前の日本映画には斎藤寅次郎の『全部精神異常あり』のようなガイキチ・エンターテインメントが存在したが、半世紀近くを経て甦ったのが本作ではないか。筒井康隆の原作の力は当然として、大手映画会社の枠外にいた中村幻児監督のアナーキーな活力が噴出した怪作。ドライな笑いで果てしなき狂騒を映し出し、秋吉久美子はいつも以上にボーッとして白痴化し、秋川リサは予想外に体を張りすぎ、泉谷しげるは『恐怖奇形人間』＋『犬神家の一族』のようだ」などと評した[9]。

### DVD
ハピネットから2020年10月2日にDVDが発売されている。